# Чемпіонат НДР з хокею 1949
Чемпіонат Східної Німеччини з хокею 1949 — чемпіонат Східної Німеччини, чемпіоном став клуб СГ Франкенгаузен. Проходив з 11 по 13 лютого 1949 року в Обергофі.

## Півфінали
- 12 лютого 1949 Грюн-Вайс Панков — Шірке 5:0 (2:0, 1:0, 2:0)
- 12 лютого 1949 СГ Франкенгаузен — Апольда 5:1 (2:0, 1:1, 2:0)

## Матч за 3 місце
- 12 лютого 1949 Апольда — Шірке 5:2

## Фінал
- 13 лютого 1949 СГ Франкенгаузен — Грюн-Вайс Панков 8:2 (3:1, 1:1, 4:0)